# Lucia Sturdza-Bulandra
Lucia Sturdza-Bulandra (Iași, 25 agosto 1873 – Bucarest, 19 settembre 1961) è stata un'attrice e docente romena.

## Biografia
Fu discendente dai nobili Sturdza, una delle più importanti famiglie di principi di Moldova.

A venticinque anni, nel 1898 si laureò alla Facoltà di Lettere e Filologia, ma non trovando un impiego nell'ambito dell'insegnamento si presentò ad un provino presso il Teatro Nazionale guidato da Petre Grădișteanu in seguito al quale le venne assegnato il ruolo di una signorina civetta e viziata al suo primo ballo di fine anno. Di questo scrisse: 
()
.
La sera del debutto, attraverso la nonna, la famiglia inviò un telegramma in cui vietava a Lucia di usare il cognome Sturdza in scena, "Je te défends de porter le nom de ton père sur la scène", ma Lucia non le diede ascolto. Nonostante il debutto si rivelò un fallimento, a Lucia fu offerto comunque il contratto con il teatro e decise a questo punto di migliorarsi frequentando dei corsi di recitazione.
Come molti altri, Lucia Sturdza frequentò il Conservatorio di Aristizza Romanescu perché "sia la cultura senza talento che il talento senza cultura non possono fare un attore perfetto". Qui studiò quello che poteva sapere sull'arte drammatica, approfondì i drammi di autori rumeni e stranieri, apprese dai colleghi russi cosa significasse l'identificazione e dall'italiana Ermette Novelli capì "il mestiere di attore".
Nel 1898 fece il suo debutto al Teatro Nazionale di Bucarest e nel 1914, insieme al marito Tony, fondò una compagnia teatrale privata. La compagnia mise in scena spettacoli teatrali classici e contemporanei per diversi attori del periodo interbellico: Marioara Voiculescu, Maria Ventura, Maria Filotti, Ion Manolescu, Petre Sturdza, Aura Buzescu.
Nel 1941 debuttò al Teatro Municipale di Bucarest e dal 1947 fino alla fine della sua vita fu la direttrice di questo teatro, oggi intitolato Teatro Bulandra in onore della copia di attori.
Dopo la fine della seconda guerra mondiale e l'atto del 23 agosto 1944, a trent'anni dalla sua fondazione, la compagnia teatrale dei coniugi Sturdza chiuse, e l'edificio, costruito con fondi propri, con la nazionalizzazione divenne sede del Teatro dell'Opera rumeno. Lucia Sturdza si vide costretta a ricominciare tutto daccapo, dato che il marito, l'attore Tony Bulandra, morì di malattia nel 1943. Visse per un periodo dalla vendita delle cose che aveva in casa, e soprattutto dalla vendita di libri presenti nella sua biblioteca personale.
Nel 1947 viene nominata alla guida del Teatro Comunale. L'invito di istituire questo teatro che arrivò dal regime comunista significò per lei un nuovo inizio. Recitò ruoli come quello di  "Maria Stuart", "Anna Karenina", "Queen Margot", "Sapho", "Signora Clara e altri.
Scrisse due libri Actorul și arta dramatică (L'attore e l'arte drammatica) e Amintiri, amintiri (Ricordi, ricordi) e tradusse molte opera teatrali dal francese, italiano, tedesco e inglese. Ricevette diverse distinzioni, come il Bene Merenti Classe I, Merito Culturale Classe I e Classe II, l' Aquila Bianca (Jugoslavia), Ordine del Lavoro Classe I, Stella della Repubblica, il titolo di Artista del Popolo. 
All'età di 88 anni cadde sulla scala durante l'inverno e morì.

## Eredità

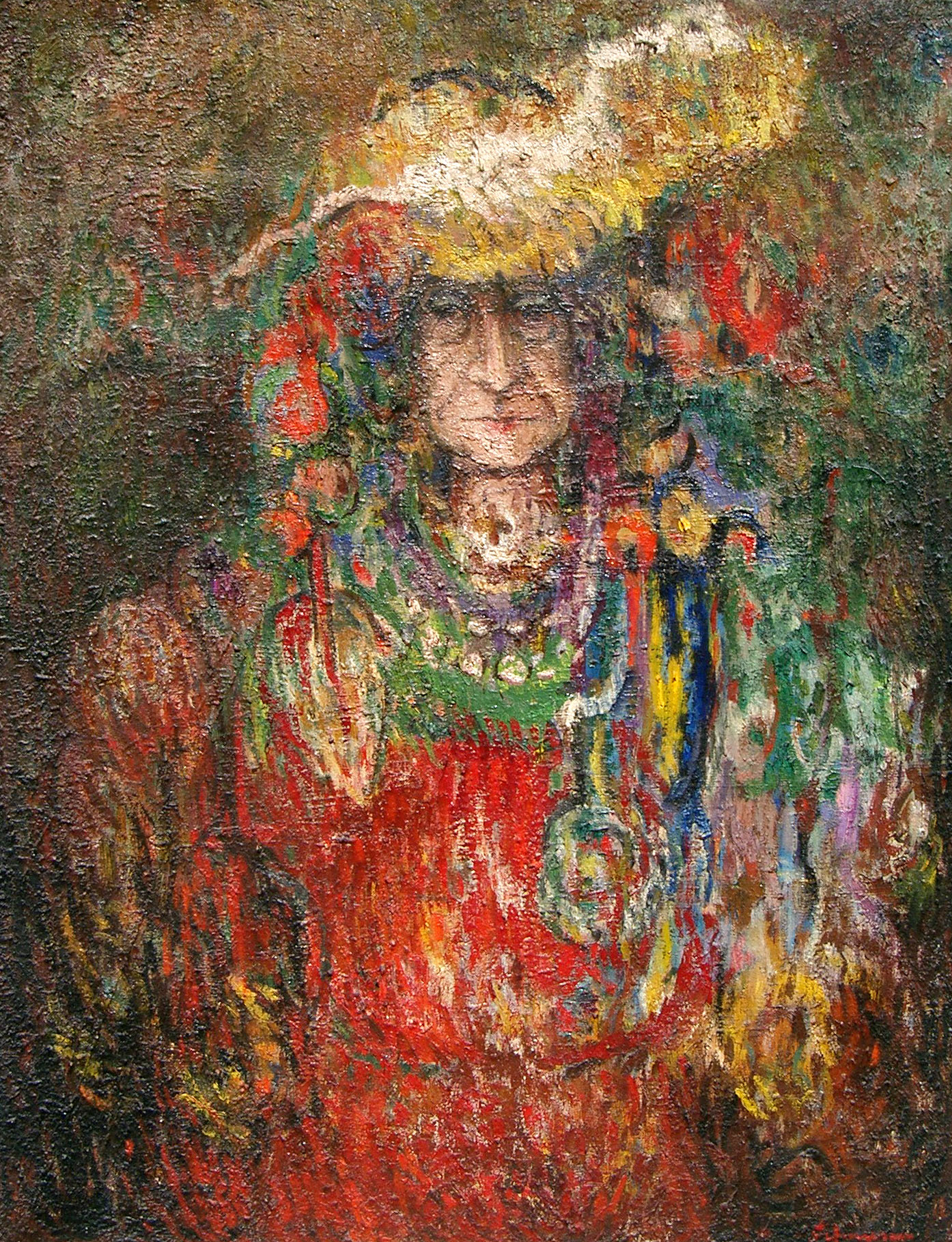
Lucia Sturdza Bulandra in La Folle de Chaillot di von Jean Giraudoux, opera di George Ştefănescu, 1967

Lucia Sturdza-Bulandra fu una delle importanti figure del palcoscenico rumeno, considerata la "grande signora del teatro rumeno", recitando in ruoli di composizione dalla drammaturgia universale e nazionale. Durante i suoi 30 di docenza presso il Conservatorio di Arte Drammatica di Bucarest formò un'intera generazione di attori: Nicolae Baltăţeanu, George Calboreanu, Dina Cocea, Radu Beligan, Victor Rebengiuc.

### Numismatica
Il 10 giugno 2013, in occasione dell'anniversario di 140 anni dalla sua nascita, la Banca Nazionale di Romania emise una moneta commemorativa, dal valore nominale di 10 lei, a scopo numismatico. Confezionata in una capsula di protezione trasparente, venne accompagnata da un volantino scritto in tre lingue (rumeno, inglese e francese) e da un certificato di autenticità firmato dal governatore della Banca nazionale e dal cassiere centrale. 
La moneta, in argento con il titolo di 999‰, ha la forma circolare, un diametro di 37 mm e il peso di 31,103 g e il bordo e dentato. La tiratura, limitata a 500 esemplari, fu emessa in qualità proof (l'aspetto estetico speciale dei pezzi proof è dato dal contrasto tra il disegno opaco e lo sfondo lucido).

## Ruoli teatrali
- Maria Stuart
- Mrs. Warren
- Mamouret
- Mrs Alving
- Vassa Jeleznova
- Queen Margot
- Anna Karenina
- Sapho
- Maman Colibri" Chaillot
- Signora Clara

## Filmografia
- Amor fatal (1911)
- Squadriglia Bianca, regia di Jon Sava (1942)
- Ziua unei artiste (1961) - Film omagial în regia lui Gheorghe Tobias

## Opere
- Actorul și arta dramatică, 1912
- Amintiri, amintiri, ESPLA 1956

## Premi e riconoscimenti
- Bene Merenti, Classe I
- Merito Culturale, Classe I e Classe II
- l'Aquila Bianca (Jugoslavia)
- Ordine del Lavoro, Classe I
- Ordine Stella della Repubblica
- il titolo di Artista del Popolo